# Cioma Schönhaus
Samson “Cioma" Schönhaus (Berlín, 28 de septiembre de 1922 – Biel-Benken, 22 de septiembre de 2015)  fue un artista gráfico y escritor alemán, que durante la Segunda Guerra Mundial fue perseguido por la Gestapo por su origen judío y por falsificar pasaportes. 
Cioma Schönhaus era hijo de padres emigrados de Rusia. Desertor del Ejército Rojo en 1920, el padre se estableció con la familia en Berlín. De 1924 a 1925, la familia se trasladó cerca de Haifa (Palestina), pero luego regresó a Berlín. En 1940, asistió un año a una escuela de arte. Desde 1941, tuvo que trabajar en una fábrica de armamento. 
Después de la deportación de sus padres en junio de 1942 pasó a clandestinidad elaborando pasaportes falsos para otros judíos, entre ellos el del historiador Ernst Ludwig Ehrlich. Para ello utilizó diversos nombres como Günther Rogoff, Peter Schón y Peter Petrov. 
Schönhaus logró escapar a Suiza en 1943, donde obtuvo una beca. En la escuela de arte en Basilea se formó como diseñador gráfico y más tarde trabajó en ello. Tiene cuatro hijos, dos de ellos, músicos de carrera.
En 2004 publicó El falsificador de pasaportes, sus memorias noveladas, que fueron llevadas al cine.